# Войцехув (Серадзький повіт)
Войцехув (пол. Wojciechów) — село в Польщі, у гміні Серадз Серадзького повіту Лодзинського воєводства.
У 1975-1998 роках село належало до Серадзького воєводства.